# Sole (Fluss)
Die Sole (auch Solle genannt) ist ein Fluss in Frankreich, der im Département Hautes-Pyrénées in der Region Okzitanienverläuft. Sie entspringt am Plateau von Lannemezan, an der Gemeindegrenze von Recurt und Tajan, entwässert generell  Richtung Nordost bis Nord durch ein dünn besiedeltes Gebiet und mündet nach rund 19 Kilometern an der Gemeindegrenze von Puntous und Guizerix als rechter Nebenfluss in die Petite Baïse. Da sie in Trockenperioden wenig Wasser führt, wird sie – wie die meisten Flüsse am Plateau von Lannemezan – vom Canal de la Neste künstlich bewässert.

## Orte am Fluss
(Reihenfolge in Fließrichtung)
- Vieuzos
- Betpouy
- Barthe
- Larroque